# 4 septembre 2016
Le dimanche 4 septembre 2016 est le 248e jour de l'année 2016.

## Décès
- Élisabeth Collot (née le 21 juin 1903), supercentenaire française, doyenne des Français
- David Edward Jenkins (né le 26 janvier 1925), évêque anglican britannique
- Jean-Yves Sarazin (né le 8 janvier 1967), bibliothécaire français
- Bob Bissonnette (né le 27 avril 1981), joueur de hockey sur glace canadien
- Yang Jingnian (né le 17 octobre 1908), économiste et traducteur chinois
- Zvonko Ivezić (né le 17 février 1949), joueur de football serbe

## Événements
- élections législatives hongkongaises de 2016
- élections législatives régionales de 2016 en Mecklembourg-Poméranie-Occidentale
- Début de Éliminatoires de la Coupe du monde de football 2018 : zone Europe
- 15e étape du Tour d'Espagne 2016
- Fin du Boels Ladies Tour 2016
- Fin du tournoi France International Baseball Tournament 2016
- Grand Prix automobile d'Italie 2016
- Grand Prix de Fourmies 2016
- Sortie du jeu vidéo Quantum Break
- Sortie du film Réparer les vivants
- Début de Sommet du G20 de 2016
- Tentative d'attentat de la cathédrale Notre-Dame de Paris
- Début du Tour de Grande-Bretagne 2016
- Fin du Tour des Fjords 2016
- canonisation par le pape François de mère Teresa
- l'astéroïde (17473) 1991 FM3 est nommé Freddiemercury en l'honneur de Freddie Mercury.